# Eduardo Borrás
 Eduardo Borrás (n. Barcelona, España; 7 de agosto de 1907 - f. marzo de 1968) fue un dramaturgo, periodista y guionista de cine que desarrolló gran parte de su actividad profesional durante su exilio en Argentina. En algunas de sus obras usó el seudónimo de Enrique Albritt.

## Actividad profesional
Borrás, que militaba en las filas del anarquismo, trabajó en el periodismo en tanto escribía para teatro. En 1931 estrenó la obra El proceso Ferrer y en 1938, en Barcelona, la comedia dramática En nombre del rey, escrita en catalán. Al estallar la guerra civil española se desempeñó como corresponsal de guerra. Antes de finalizar la contienda se separó de la Federación Anarquista Ibérica en desacuerdo con la política de sus dirigentes, cayó prisionero pero logra huir a Francia. En ese país recibió la ayuda de la Unión de Escritores Democráticos para viajar a América, radicándose en Santo Domingo, pero su desacuerdo con el régimen político le hace emigrar a Cuba, donde se casó, para luego viajar a la Argentina, país en el cual se radicó, ya alejado de la política.
Comenzó a escribir libretos radiofónicos y crónicas periodísticas sobre la Segunda Guerra Mundial al mismo tiempo que retoma su actividad como dramaturgo. En 1946 presentó en el concurso de Argentores las obras La rosa azul y Cita a las cuatro, con las cuales obtuvo el 1.er y 2° premio. También realizaba traducciones de prestigiosos autores tales como Marcel Achard, Samuel Beckett, Georges Feydeau, Guilherme Figueiredo, Fritz Hochwalder, Jean Paul Sartre e Irving Shaw. 
Otras obras que escribió fueron Un tal Adolfo Hitler... , Culpable: drama en dos horas (estrenada en 1955 y llevada al cine en 1960, Amorina (estrenada en 1958 y llevada al cine en 1961, La estrella cayó al mar (estrenada en 1951) y La lámpara encendida (estrenada en 1952 y llevada al cine en 1961).
Además de sus obras llevadas al cine, Borrás también escribió guiones para prestigiosos directores.Ccolaboró con Hugo del Carril en los guiones de la producción chilena El negro que tenía el alma blanca (1951), La Quintrala, doña Catalina de los Ríos y Lisperguer (1955) y Las aguas bajan turbias (1952) y con Daniel Tinayre en La cigarra no es un bicho (1963).

## Valoración
Perla Zayas de Lima escribió sobre Borrás:

“Admirador declarado de Ortega y Gasset, conversador inteligente, observador sagaz y dueño de un espíritu mordaz, su teatro refleja los más variados conflictos de las relaciones familiares, los enfrentamientos generacionales y ahonda en problemas filosóficos como el libre albedrío, la libertad moral del hombre y el determinismo.”

## Filmografía
Guionista
- Una rosa para todos (1967)
- Extraña ternura (1964)
- La sentencia (1964)
- La cigarra no es un bicho (1963)
- El rufián (1961)
- Esta tierra es mía (1961)
- La patota (1960)
- Culpable (1960)
- En la ardiente oscuridad (1959)
- Las tierras blancas (1958)
- Una cita con la vida (1958)
- La bestia humana (1957)
- Más allá del olvido (1955)
- La Quintrala, doña Catalina de los Ríos y Lisperguer (1955)
- Un hombre cualquiera (1954)
- Las aguas bajan turbias (1952)
- El negro que tenía el alma blanca (1951)
- Llévame contigo (1951)
- Surcos de sangre (1950)
- Esperanza (1949)

Autor
- Amorina (1961)
- Culpable (1960)

Argumento
- De carne somos ( "La lámpara encendida") (México) (1955)
- El tren expreso (España) (1955)
- Rua Sem Sol (Brasil) (1954)
- Del otro lado del puente (1953)

Adaptación
- Los inocentes (1963)

Producción
- La patota (1960)

## Obras
- La Rosa Azul
- Un Tal Adolfo Hitler
- Amorina